# Цховребов, Станислав Сосланович
Станисла́в Сосла́нович Цховре́бов (27 февраля 1969, Орджоникидзе, Северо-Осетинская АССР, РСФСР, СССР) — советский и российский футболист и тренер.

## Карьера
С 1983 по 1992 год выступал за «Спартак» (Орджоникидзе), с которым стал серебряным призёром чемпионата России. Начало сезона-1991 провёл в московском «Спартаке», сыграл шесть матчей за дубль.
С 1992 по 1993 выступал за чехословацкий «Слован», в 1993 году занял третье место в чемпионате Чехословакии. В сезонах 1994/95 — 1995/96 не играл. Затем выступал за ряд словацких клубов.
В 1998 году вернулся на родину, где сначала выступал за «Автодор», а потом за ростовский СКА.
В 2001 году началась тренерская карьера Цховребова. Сначала он помогал тренерам «Алании», а затем в 2007 году сменил на посту главного тренера Бориса Стукалова и проработал до начала 2009 года. На его место был назначен Валерий Петраков. В феврале 2008 года проходил стажировку в «Милане». 14 июля 2008 года принял участие в прощальном матче Артура Пагаева. 1 декабря 2008 года защитил тренерскую категорию PRO.
15 января 2010 года назначен главным тренером нижнекамского «Нефтехимика», выступающего в зоне «Урал-Поволжье» второго дивизиона.
Являлся[когда?] тренером-селекционером ФК «Терек» Грозный.
В июле 2020 года назначен главным тренером пятигорского клуба «Машук-КМВ».

## Достижения

### Как игрок
- Серебряный призёр чемпионата России: 1992
- Бронзовый призёр чемпионата Чехословакии: 1993